# Kościół św. Walentego i Macierzyństwa Bożego Maryi Dziewicy w Pakosławiu
Kościół świętego Walentego i Macierzyństwa Bożego Maryi Dziewicy – rzymskokatolicki kościół parafialny należący do parafii pod tym samym wezwaniem (dekanat jutrosiński archidiecezji poznańskiej).
Jest to świątynia wzniesiona w stylu neogotyckim w latach 1896–1899.
Inicjatorem budowy i jednym z fundatorów był ówczesny właściciel Pakosławia hrabia Stanisław Czarnecki. Budowla została wzniesiona na miejscu starszej, drewnianej, na temat której wzmianki w dokumentach źródłowych pojawiają się w XVII stuleciu. Kilka zabytkowych elementów wyposażenia poprzedniej świątyni można oglądać do dziś – to m.in. otoczona przez wieki szczególnym kultem rzeźba patrona parafii św. Walentego z XVI wieku, barokowy krucyfiks, figury Chrystusa Frasobliwego, Jan Ewangelisty, tablice epitafijne i portrety trumienne przedstawicieli rodu Zakrzewskich. Do nowego, konsekrowanego w 1900 roku, kościoła został przeniesiony także relikwiarz św. Walentego (podarowany przez Czarneckich). Z kolei w 2014 roku zostały uroczyście wprowadzone relikwie Jana Pawła II.
Projektantem obecnej świątyni był znany architekt z Wrocławia, Alexis Langer (na terenie Powiatu rawickiego inna świątynia wzniesiona według jego projektu znajduje się w Rawiczu). Jest to budowla murowana wybudowana z charakterystycznej dla stylu neogotyckiego, czerwonej, ceramicznej cegły. Jest zwieńczona około 40-metrową wieżą z zegarem. Całe wyposażenie wnętrza także reprezentuje styl neogotycki. W trójbocznym prezbiterium na ołtarzu głównym w kształcie tryptyku szafkowego jest umieszczona figura Matki Bożej Niepokalanej, natomiast poniżej drewniane rzeźby św. Anny, św. Wawrzyńca, św. Jadwigi i  św. Stanisława Kostki. Przy prezbiterium jest umieszczona loża kolatorska z tablicą epitafijną poświęconą Annie Czarneckiej. W ołtarzach bocznych znajdują się figury świętych: Walentego (rzeźba pochodzi z poprzedniej świątyni, obok niej znajdują się wota), Józefa, Katarzyny, Floriana, Jana Nepomucena oraz Świętej Rodziny Innymi cennymi elementami we wnętrzu są: ambona, piaskowcowa chrzcielnica i marmurowy posąg anioła, który poprzednio znajdował się na płycie grobowca Anny Czarneckiej.